# Nagoya City Tram & Subway Museum
Le Nagoya City Tram & Subway Museum (レトロでんしゃ館, Retoro densha-kan) est un musée ferroviaire situé à Nisshin dans la préfecture d'Aichi, au Japon.
Le musée est la propriété du Bureau des transports de la ville de Nagoya.

## Histoire
Le musée a ouvert le 1er juin 2000.

## Collection
Le musée expose trois anciens tramways (séries 1400, 2000 et 3000) qui circulaient dans la ville de Nagoya, ainsi que deux voitures de la série 100 du métro de Nagoya. Un diorama, un simulateur de conduite et divers objets ferroviaires complètent l'exposition.
A l'extérieur, un ancien tunnelier du métro de Nagoya est exposé.

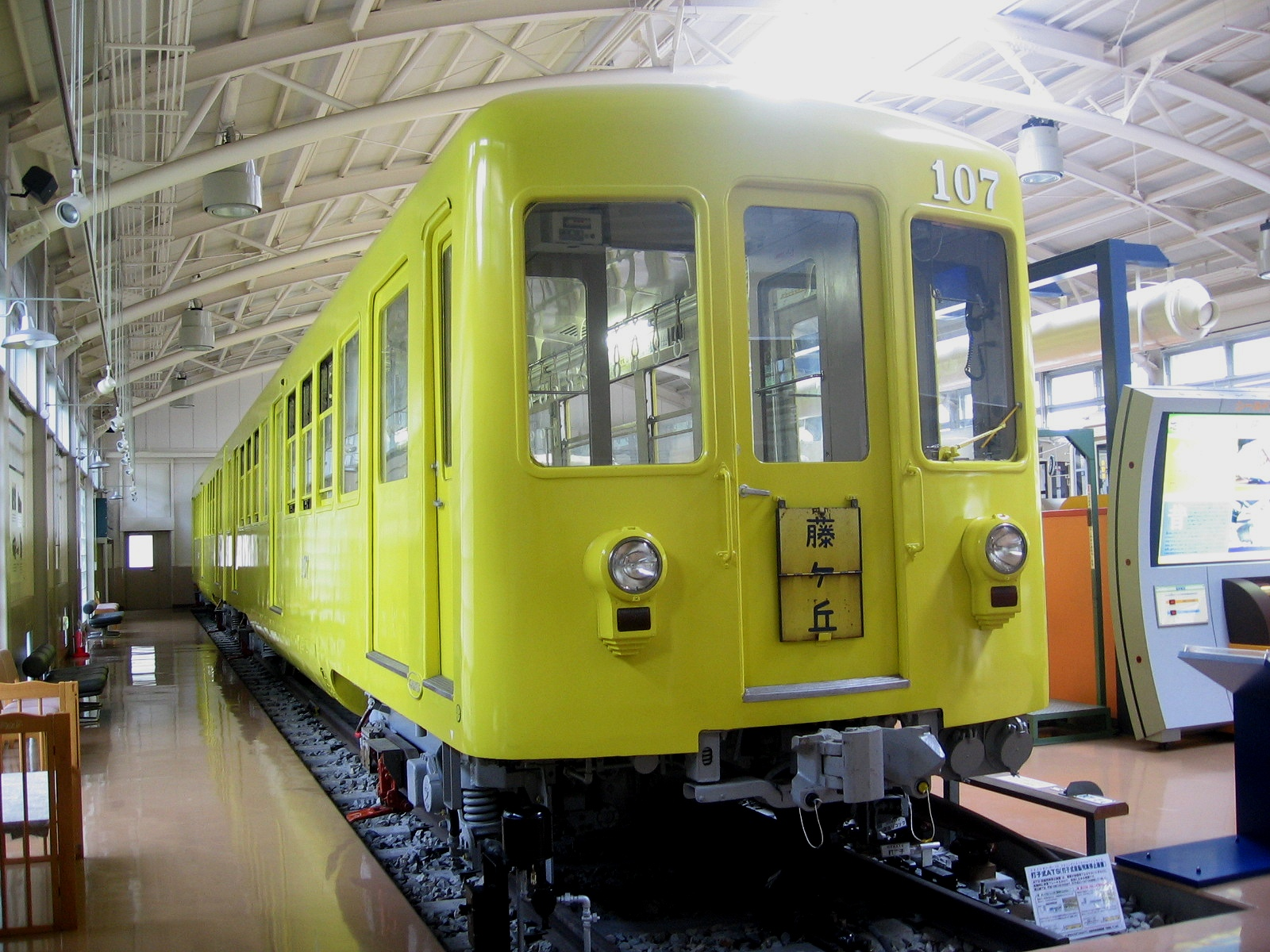
Métro de Nagoya série 100.
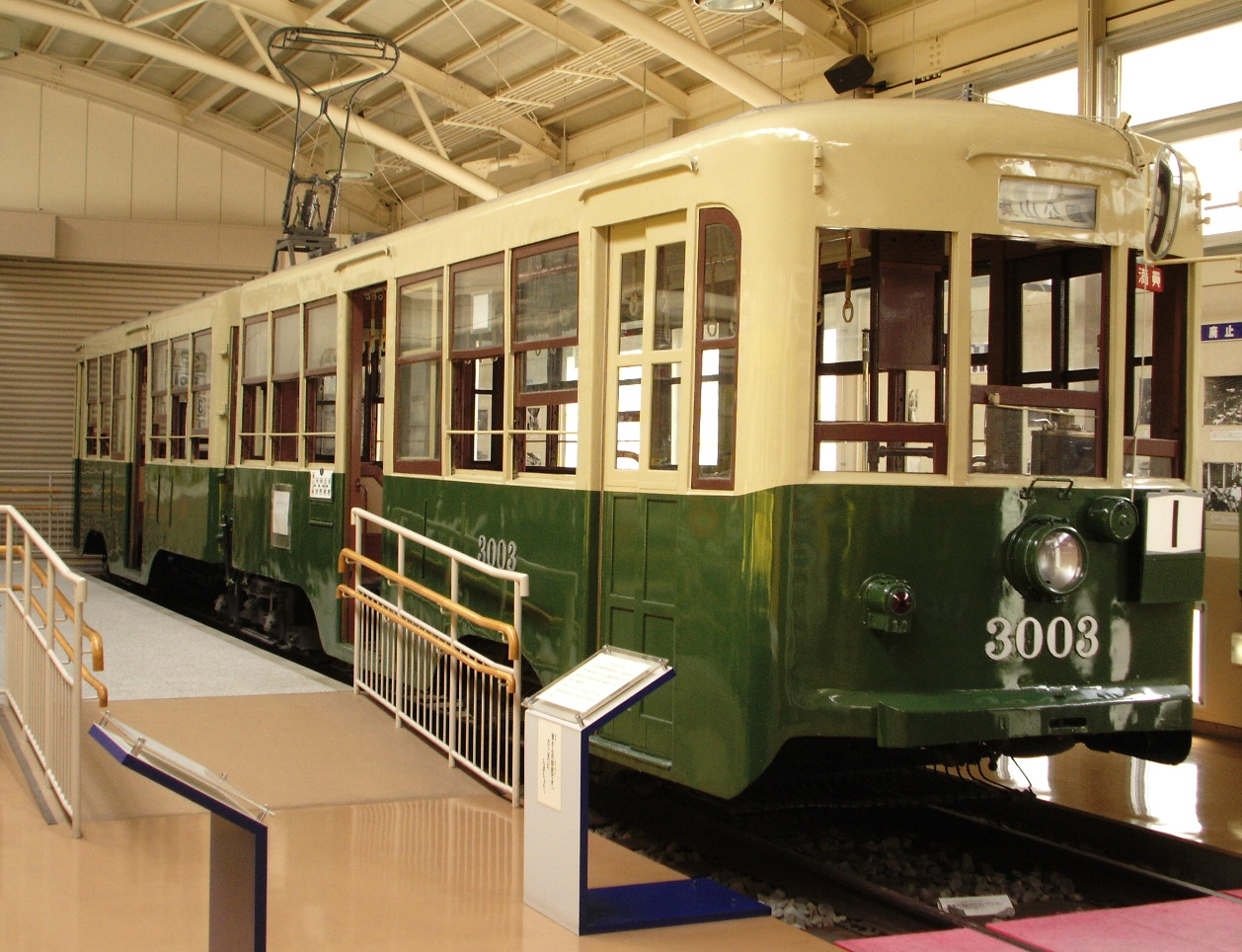
Tramway de Nagoya série 3000.
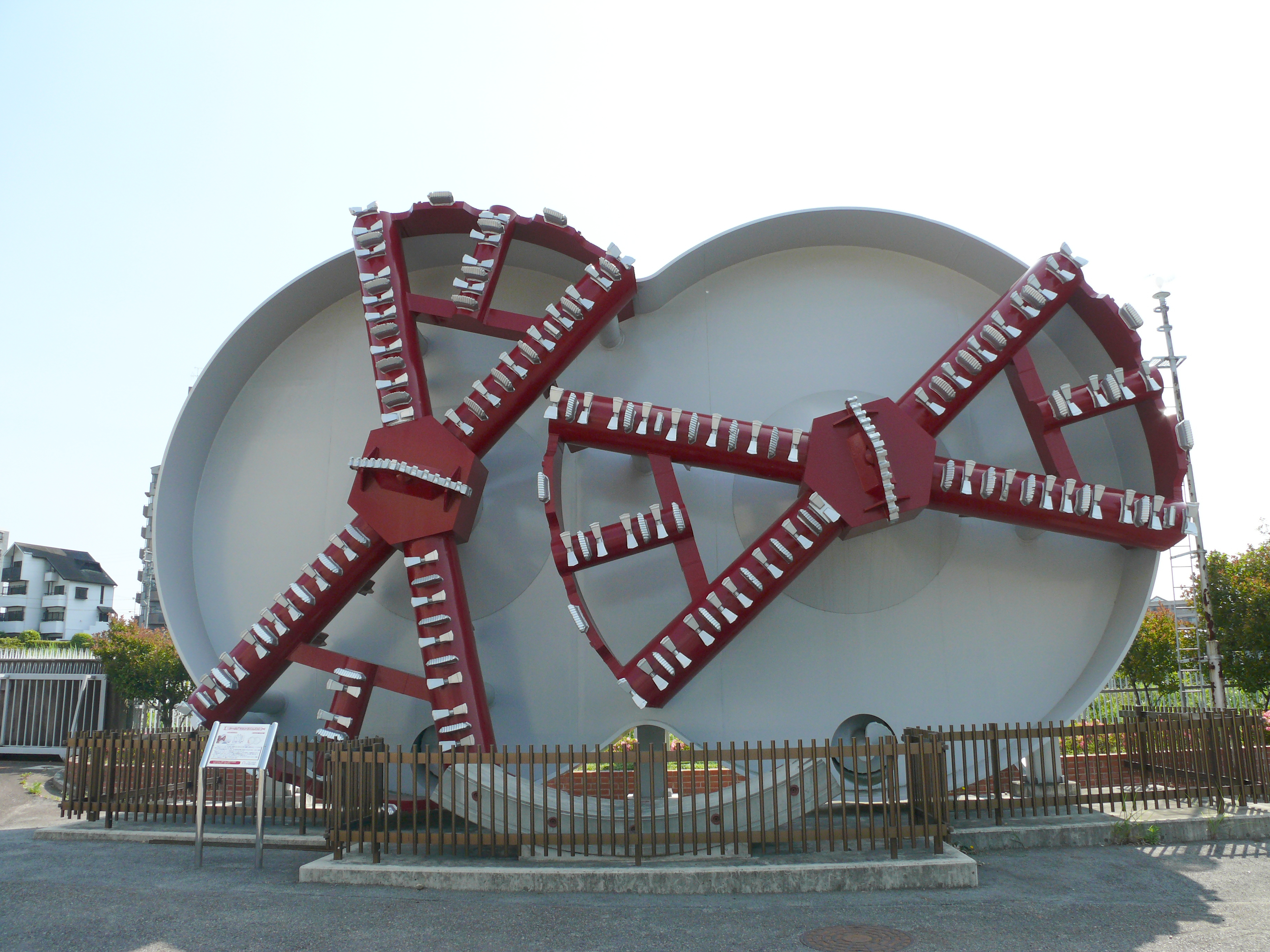
Tunnelier du métro de Nagoya.